# バレーボールイエメン男子代表
バレーボールイエメン男子代表（バレーボールイエメンだんしだいひょう）は、バレーボールの国際大会で編成されるイエメンの男子バレーボールナショナルチームである。

## 歴史
1970年に国際バレーボール連盟へ加盟。北イエメン時代に第2回大会の1979年アジア選手権、第4回大会の1987年アジア選手権に出場したが、1990年に南イエメンとの統合によりイエメンナショナルチームになってからは20年以上出場していない。世界選手権大陸予選の出場もないため、FIVBランキングは長い間ランク外となっている。

## 過去の成績

### オリンピックの成績
- 出場なし

### 世界選手権の成績
- 出場なし

### アジア選手権の成績
- 1979年 - 14位
- 1987年 - 16位